# Hoornwerk aan de Spees

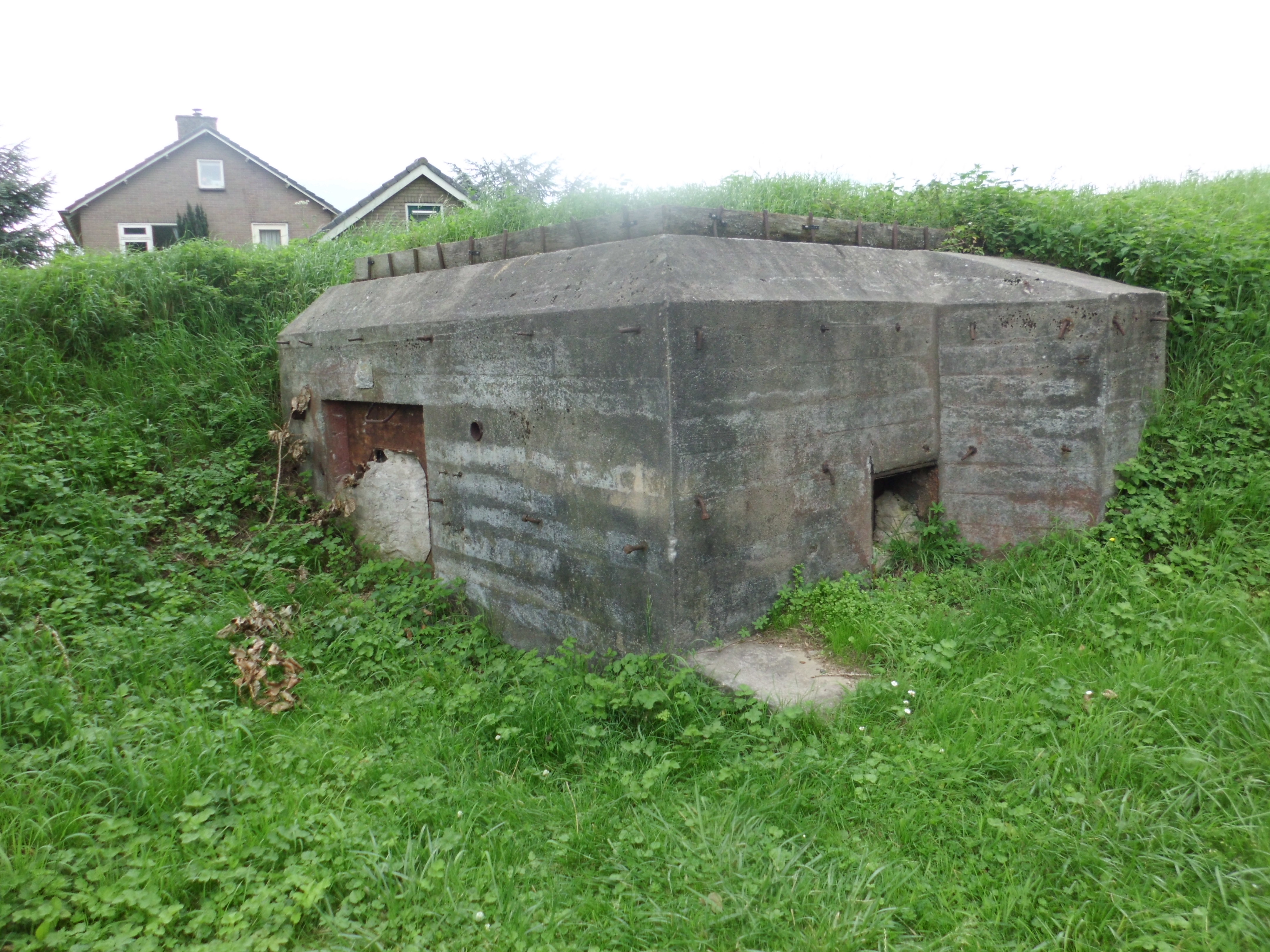
Flankerende betonkazemat

Hoornwerk aan de Spees is een aarden vestingwerk van de Grebbelinie. Het werd in 1799-1800 aangelegd bij De Spees, een hooggelegen gebied tussen Kesteren en Opheusden aan de zuidoever van de Nederrijn. Het ligt op de plek waar de Marsdijk en de Rijnbandijk bij elkaar komen. Het hoornwerk had als doel de Rijnbandijk af te sluiten.

## Geschiedenis

### Aanleg
Na de inval van de Fransen zagen zij ook het nut van de Grebbelinie in en versterkten deze. Ze kwamen tot de conclusie dat de linie te kort was en stelden een verlenging in zuidelijke richting voor. Op de zuidoever van de Nederrijn kwam een aarden versterking die tot doel had de Rijnbandijk te verdedigen.
In de as van de Rijnbandijk kwam aan de linker- en rechterzijde een bastion te liggen, verbonden met een liniewal. In 1809 nam de militaire dreiging voor de Fransen af en het hoornwerk raakte in verval. 

### Tweede Wereldoorlog
Met het naderen van de Tweede Wereldoorlog kreeg de Grebbelinie een prominente rol in de verdediging van Nederland. Ten zuiden van de Nederrijn kreeg dit deel van de linie de naam Betuwestelling. Versterkingen werden hier aangebracht, er kwamen loopgraven en kazematten.
Op het hoornwerk werden betonnen schietopstanden gebouwd en een S3 kazemat met klimkoker. Bij herstelwerkzaamheden in 2000 werd een flankerende betonkazemat onder het zand aangetroffen, na het afgraven bleek deze nog voorzien van camouflageverf. Bij diezelfde herstelwerkzaamheden werden bomen en struiken verwijderd, de gracht uitgediept en de borstwering opgehoogd.
Zo’n 7000 militairen van Brigade A moesten de Betuwestelling verdedigen tussen Ochten en Kesteren, een afstand van zo’n vier kilometer. Bij de Duitse aanval op Nederland in 1940 is het redelijk rustig geweest bij De Spees, terwijl bij Ochten zwaar gevochten werd. De voorposten konden de aanvallen afslaan, maar bij Ochten drong een Duits bataljon door tot aan de frontlijn. Op 13 mei tegen de avond trok de Brigade A zich terug op de Waal-Lingestelling. 

## Huidige situatie
Na de Tweede Wereldoorlog verdwenen grote delen van de linie in de Neder-Betuwe door ruilverkavelingen, maar het hoornwerk aan de Spees bleef redelijk intact. In het hoornwerk zijn vier schietopstanden voor twee militairen te vinden. Soldaten konden hierachter staan en waren daarmee goed beschermd tegen vijandelijk vuur. Ze zijn dichtgemaakt, maar een exemplaar is tijdens de herstelwerkzaamheden opengemaakt.
Op zo'n anderhalve kilometer ten noorden van het hoornwerk ligt het Hoornwerk aan de Grebbe.

## Naslagwerk
- Kobus van Ingen (et al.) De Spees. Een verdedigingswerk in de gemeente Kesteren. Osenvorenreeks 66, Gemeente en Arend Datema, Kesteren 2000. ISBN 9080117382